# Carmen (film, 1945)
Pour les articles homonymes, voir Carmen (film).
Pour plus de détails, voir Fiche technique et Distribution.
Carmen est un film dramatique franco-italien de Christian-Jaque. 
Le film se déroule à Séville. Le jeune brigadier Don José tombe fou amoureux de Carmen, la fière, belle et provocante gitane. Carmen ne reste jamais fidèle à ses amants, mais cette nouvelle passion la mènera à sa perte. 
Le début du tournage a lieu en Italie le 10 mai 1942 mais la sortie en salles n'a pu se faire qu'à la fin de la Seconde Guerre mondiale, le 10 février 1945.

## Synopsis
En Andalousie, en 1820. Dans les rues de Séville, une brigade de dragons traverse la ville fanfare en tête tandis qu’une discussion s'engage entre les soldats au sujet de Carmen, une belle gitane cigarière qui est la maîtresse de Marquez, le lieutenant de l’escadron. Devant le palais, Carmen apparaît dans toute sa splendeur, décidée à séduire le jeune brigadier Don José, ce nouveau venu de Navarre, et le provoque en lui jetant une fleur au visage. Le lendemain, à la manufacture de tabac, Carmen déclenche une violente dispute après avoir été traitée de « gitane » par une ouvrière. Elle taillade le visage de son adversaire et, dans la confusion, subtilise adroitement les clés de la manufacture avant d’être arrêtée par Don José. Sur ordre du lieutenant Marquez, Don José est chargé de la conduire en prison mais en chemin la rebelle lui fausse compagnie, après lui avoir fait un crochet du pied, sous les rires de la foule. Carmen trouve refuge à la taverne de Lillas-Pastia. 
Dans la montagne, des contrebandiers de tabac conduits par leur chef, Garcia le Borgne, sont prévenus que des carabiniers sont en embuscade. Après s'être débarrassé de la marchandise promise à un marchand, Garcia arrive chez Lillas-Pastia, où il retrouve Carmen mais il est conspué par le marchand, furieux de ne pas avoir reçu sa commande. Lillas-Pastia connaît un bon moyen de trouver du tabac et donne à Garcia les clefs de la manufacture de tabac, volées par Carmen. Dégradé, à la suite de la fuite de Carmen, Don José a été mis sous les verrous. Carmen lui fait parvenir une lime cachée dans un pain et un mot doux lui donnant rendez-vous chez Pastia. Dans le cabaret où elle danse, Carmen rancunière repousse la sollicitation amoureuse du lieutenant Marquez parce qu’il avait tenté de l’envoyer en prison. Se moquant effrontément de son amant qui vient pourtant de libérer le soldat Don José, elle l’humilie en lui promettant, peut-être, de le revoir. Aussitôt libre, elle rejoint son soldat, ex-brigadier, et s'offre à lui.
La nuit suivante, les contrebandiers de Garcia veulent franchir les murs de la ville, gardés par Don José qui applique les consignes du lieutenant Marquez de ne laisser entrer personne. Carmen, par un habile chantage affectif, obtient que Don José lui laisse la voie libre. Le cambriolage de la manufacture a bien réussi mais, sur le témoignage d’un gardien, Garcia le Borgne a été reconnu. L'armée prend donc d'assaut la taverne de Lillas-Pastia et le Borgne est arrêté par le lieutenant Marquez. Celui-ci se rend chez Carmen et y retrouve Don José. Dans le combat à l'épée qui suit, le lieutenant perd la vie. « Maintenant quoique tu fasses tu es des nôtres » dit Carmen à Don José. 
Cet acte condamne Don José à la désertion. Recherché comme bandit, sa tête est mise à prix. En l’absence de Garcia, il est devenu le chef de la bande mais respectueux des personnes qu’il détrousse : un « seigneur-bandit ! » Carmen, qui le manie à sa guise, l'entraîne avec elle dans le repaire des contrebandiers. Devenu hors-la-loi par amour, Don José apprend que Carmen est mariée, selon la loi bohémienne, à Garcia le Borgne. Malgré sa condamnation à mort, ce dernier parvient à s’évader pour revenir prendre sa place auprès de Carmen. Cette fois, entre Don José et Le Borgne, la guerre des chefs est déclarée, d’autant plus que la délicatesse du premier s'oppose à la violence du second dont la conduite est ignoble avec ses hommes. Ce retour attise la jalousie de Don José tandis que Carmen le pousse à tuer son adversaire. Bientôt, un duel initié par Le Borgne, oppose les deux hommes. Dominé par Le Borgne, le combat semble être fatal pour Don José qui, dans une attitude de torero, trompe et tue son rival. 
Don José demande naïvement à Carmen de partir avec lui pour le Nouveau Monde, pour vivre honnêtement au Mexique. Dans un éclat de rire, elle s'y refuse, ment farouchement à cet amant qu'elle estime un peu trop transi et retrouvant sa liberté s'enfuit à Ronda. Elle y retrouve Lillas-Pastia, devenu barbier, qui l'aide à trouver un passeport pour l’encombrant Don José et rencontre Lucas, un séduisant torero dont elle s'éprend. Seul et désespéré, Don José ne peut accepter cette rupture et se rend à Ronda. Dans les arènes, la mort est présente et le téméraire Lucas est tué lors de la mise à mort de son troisième taureau, sous les yeux de Carmen, effrayée. Après la mort de Lucas, Don José retrouve Carmen et la force à le suivre dans la montagne. Elle lui avoue qu'elle ne l'aime plus. Dévoré de douleur, une fois de plus aveuglé par la jalousie, Don José commet l'irréparable en poignardant Carmen.

## Fiche technique
- Titre : Carmen
- Réalisation : Christian-Jaque
- Scénario : Christian-Jaque, Henri Jeanson (non crédité), Jacques Viot et Charles Spaak, d'après l'opéra de Ludovic Halévy et Henri Meilhac et la nouvelle de Prosper Mérimée, Carmen
- Dialogue : Claude-André Puget
- Musique : Georges Bizet
- Directeur musical : Maurice-Paul Guillot
- Chant : Tito Gobbi
- Photographie : Ubaldo Arata
- Décors : Robert Gys
- Costumes : Marcel Escoffier
- Montage : Jacques Desagneaux
- Production : André Paulvé
- Société de production : Films André Paulvé, Scalera Film-Invicta Film
- Organisation générale : Arturo Ambrosio
- Pays de production :  France et  Italie
- Format : Noir et blanc - 35 mm - 1,37:1
- Année de production : 1943
- Lieu de tournage : Royaume d'Italie (1861-1946)
- Genre : Drame
- Durée : 124 minutes
- Dates de sortie :
  - France : 10 février 1945
  - États-Unis : 26 novembre 1946
- Affiches : Bernard Lancy, Roger Rojac (France)

## Distribution
- Viviane Romance : Carmen
- Jean Marais : Don José
- Lucien Coëdel : Garcia
- Julien Bertheau : Lucas, le matador
- Jean Brochard : Lillas-Pastia
- Georges Tourreil : Dancaire
- Adriano Rimoldi : Marquez, le lieutenant des Dragons
- Elli Parvo : Pamela
- Mario Gallina : un marchand
- Marguerite Moreno : la bohémienne
- Bernard Blier : Remendado
- André Bervil : un moine
- Polidor : le vieux voyageur
- Anna Arena : la dame dans la diligence
- Nicola Maldacea (it) : un voyageur
- Elio Marcuzzo (it) : Antonio
- Cesare Fantoni
- Liliana Laine
- Anna Lelli : Isabella
- Luigi Garbuio
- Zena Guerra
- Adriana Dionisi

## Analyse du film: une vision critique de la masculinité
Delphine Chedaleux est historienne du cinéma et des médias. Elle est l’auteure d’une thèse  de doctorat en Études cinématographiques consacrée aux représentations du genre et de la jeunesse dans les films français produits pendant l'Occupation en France (1940-1944).
À travers cinq études de cas (Marie Déa, Micheline Presle, Odette Joyeux, Madeleine Sologne et Jean Marais), actrices et acteur représentatifs du renouvellement des figures de la jeunesse dans le cinéma de cette période, son travail montre que ces jeunes premières et premier combinent des aspects rassurants et traditionnels avec des aspects contestataires et modernes. La partie consacrée au cas de Jean Marais propose d'aborder les trois films tournés entre 1940 et 1944 par le jeune acteur qui ont forgé son succès dans L'Éternel Retour de Jean Delannoy (sorti en octobre 1943) et qui a lancé véritablement la carrière de l'acteur. Ces trois films sont : Le Lit à colonnes de Roland Tual (sorti en juillet 1942) – Carmen de Christian-Jacque (tourné en 1942 et sorti en 1945) et Voyage sans espoir de Christian-Jacque (sorti en décembre 1943). L'article consacré à ces trois films montre que l'ambivalence de la présentation de la masculinité par l’acteur Jean Marais renvoie à une contradiction fondamentale de la société française sous l'Occupation, entre promotion de la virilité par les discours politiques de l’époque, et discrédit du patriarcat avec la contestation de l’autorité de l’homme sur la femme.
Concernant le film Carmen, Delphine Chedaleux démontre, preuves à l’appui, qu’au début du film, le personnage du brigadier Don José (joué par Jean Marais) apparaît engoncé dans un strict uniforme militaire, casque sur la tête, droit dans ses bottes. Lorsqu’il rencontre Carmen pour la première fois, il est assis, vu en plongée, peu bavard, tête nue plutôt baissée, dans un corps « mou », inerte, tranchant avec l’exubérance, la verve gouailleuse, et le corps actif du personnage de Carmen (jouée par Viviane Romance), ventail à la main, épaules largement dénudées, lui lançant une fleur en plein visage, dans une belle attitude provocatrice. Avec son allure martiale, Don José, obéissant aux ordres de sa hiérarchie, doit conduire Carmen en prison parce qu’elle a blessé une autre cigarière dans une violente dispute, elle détourne son attention et lui fait un crochet du pied, l’expédiant lamentablement à terre le nez dans la poussière et s'enfuit, ce qui vaudra au jeune brigadier une peine d'emprisonnement. Lorsqu'ils se retrouvent une fois sa peine purgée, c’est Carmen qui a fixé le rendez-vous et Don José, amoureux de la gitane, se soumet à ses volontés passivement, se laissant entraîner du marché aux fleurs jusque dans la chambre de la belle, au gré des allées et venues tourbillonnantes de celle-ci. Devenu son amant, Don José va être manipulé par Carmen au gré de ses désirs et de ses caprices.
Ce n’est qu’à partir du moment où, après avoir tué malgré lui son lieutenant, Don José déserte son escadron, s'exile dans la montagne et prend la tête des contrebandiers, que son corps change, se « durcit » : il prend de l’assurance, et sa prestance physique est soulignée dans deux nombreux plans où on le voit muscles bandés, port droit et torse dénudé.
Toutefois, le corps de Don José se caractérise paradoxalement par son refus d'utiliser la violence : il impose à ses compagnons de ne pas tuer les hommes ni violer les femmes dont ils pillent les diligences, comme ils avaient l'habitude de le faire avec le virulent Garcia le Borgne. Malgré les incitations de Carmen, Don José refuse de tuer Garcia allant jusqu’à lui sauver la vie lors d’une confrontation avec les gendarmes. Ce n'est que lors d'un duel provoqué par le Borgne que Don José, après avoir été dominé tout le long du combat, trouvera le moyen de donner la mort, dressé, poitrine nue, avec un geste rapide à la manière d’un torero. Désormais, Don José s'impose dans des plans en contre plongée soulignant sa puissance, face à Carmen qui baisse la tête, il la gifle à l'occasion, et, on le sait, il finira par la tuer.
Plus qu'offensif, l’acteur Marais est ici désirable : la mise en valeur de sa présence physique et de sa musculature développée – de nombreux plans le montrent torse-nu – ainsi que la lumière romantique qui l’éclaire, désignent le corps de l'acteur comme objet du regard de l’actrice jouant Carmen et de nous, spectateurs.

## Autour du film
- Dans son livre Jean Marais l'enfant terrible[2], Henry-Jean Servat écrit : " (Jean Marais) part neuf mois en Italie pour y tourner, en pleine guerre et Occupation, en 1942, Carmen de Christian-Jacque. Interprétant un don José (que dans son livre, Prosper Mérimée décrit blond comme les blés) à la chevelure noir de corbeau face à une Viviane Romance aux lourdes grappes de perles en guise de boucles d'oreille exotiques, il découvre les courses à cheval, les ivresses du galop, les attaques de diligence et ses premières cascades, qu'il exécutera  toujours lui-même... Christian-Jacque, constatant son amour du risque, en profite et en rajoute en lui mitonnant des scènes périlleuses... Mais revers de la médaille, Marais, avec humilité, s'imagine toujours inférieure à ses rôles. "Je n'ai jamais été content de moi comme comédien. Je ne suis content de moi que comme cavalier."
- Durant le tournage du film, Bernard Blier, qui avait déjà plus de dix ans de carrière, dit à Marais : "Toi, tu es bon cavalier, moi je suis un bon acteur !." Bien que peiné, Marais assuma la réalité[3],[4].
- Dans son livre Bernard Blier entre Jeanson et Audiard[5], Christian Dureau écrit : "Au mois de mai 1942, Christian-Jaque se rend dans l'Italie fasciste pour les repérages de son nouveau long métrage, Carmen. Charles Spaak et Jacques Viot ont écrit l'adaptation de la nouvelle de Prosper Mérimée et  Henri Jeanson s'est chargé des dialogues, demandant toutefois de ne pas apparaître au générique, laissant attribuer ce travail à Claude-André Puget. Les prises de vues commencent à l'automne 1942, quatre mois plus tard, dans de grandes difficultés. En effet, les Allemands n'apprécient pas que ce tournage se déroule chez leurs alliés sans qu"ils en aient donné l'autorisation. L'équipe du film est bloquée à Nice, les visas étant refusés aux techniciens et aux comédiens. Christian-Jaque et la production sont contraints de parlementer pendant des journées entières tandis que les interprètes sont logés dans un hôtel de la ville. Après de longs pourparlers, chacun peut enfin passer de l'autre côté de la frontière et se rendre à Rome, dans les célèbres studios, où le producteur André Paulvé doit faire venir un peintre espagnol afin de rendre les décors plus authentiques. Neuf mois de travail vont être nécessaires au total, avec quelques extérieurs dans les Abruzzes et en Espagne."
- Carmen a connu un grand succès populaire avec plus de 4 millions de spectateurs, obtenant la 4e place au Box-office France 1945